# Senna pistaciifolia
Senna pistaciifolia är en ärtväxtart som först beskrevs av Carl Sigismund Kunth, och fick sitt nu gällande namn av Howard Samuel Irwin och Rupert Charles Barneby. Senna pistaciifolia ingår i släktet sennor, och familjen ärtväxter.

## Underarter
Arten delas in i följande underarter:
- S. p. glabra
- S. p. picta
- S. p. pistaciifolia